# Oquitoa
Oquitoa este un municipiu în statul Sonora, Mexic. A fost fondat în 1689 de misionarul iezuit Eusebio Kino.
1. ↑   http://www.inafed.gob.mx/work/enciclopedia/EMM26sonora/municipios/26046a.html Lipsește sau este vid: |title= (ajutor)
2. ↑  Institutul național de statistică, geografie și informatică
3. ↑   https://micodigopostal.org/sonora/oquitoa/ Lipsește sau este vid: |title= (ajutor)
4. ↑   http://www.snim.rami.gob.mx/ Lipsește sau este vid: |title= (ajutor)